# LIFE a ryuichi sakamoto opera 1999
『LIFE a ryuichi sakamoto opera 1999』（ライフ・ア・リュウイチ・サカモト・オペラ・いちきゅうきゅうきゅう）は、1999年に坂本龍一が行ったオペラの名称。

## 解説
- 坂本龍一初のオペラ公演で、構想・作曲・指揮を坂本自身が行っている。
- 公演は朝日新聞創刊120周年記念とテレビ朝日開局40周年記念を兼ねたイベントでもあった。
- アドバイザーは浅田彰。
- テーマは「共生」。
- 元々坂本はオペラが嫌いだった（太ったおばちゃんが10代の小娘を演じるなど）。しかし、「オペラ」の言葉の意味が「opera（作品）」=「opusの複数形」であることを知り、マルチメディア（音楽と映像）と連想させるものであることから、坂本の考えるオペラを構想。坂本の嫌いな従来のオペラをそぎ落とした結果が表現されている。
- 20世紀音楽史を坂本なりに閉じる目的もあった。
- オペラを構築するため、20世紀音楽を回顧したところ、100年後に19世紀のベートーヴェンやブラームスのように聴かれていく曲が20世紀にはないだろう、あるとしても武満徹かビートルズくらいで、総じて20世紀にはたいした曲が生まれなかったと分析している。[1]

## 公演後

### インスタレーション作品
高谷史郎と共に、オペラ「LIFE」をベースにしたインスタレーション作品「LIFE - fluid, invisible, inaudible...」を制作、展示。
- 2007年3月10日–5月28日　山口情報芸術センターにて展示[3][4]。
- 同年9月15日–11月4日　NTTインターコミュニケーション・センターにて展示[5]。
  - 9月15日　オープニング・トーク　出演＝坂本龍一、高谷史郎、浅田彰[5][6][7]
  - 9月15日　オープニング・スペシャル・ライブ　出演＝坂本龍一、高谷史郎[5]
  - ビデオ上映　『LIFE a ryuichi sakamoto opera 1999』　開催期間中の毎週土・日・祝日の午後1-2回[5]

### DVD、ビジュアルブック
DVD
2008年5月28日　「LIFE - fluid, invisible, inaudible...」の発売。
ビジュアルブック
2010年12月9日　『LIFE-TEXT』発売。オペラ「LIFE」とインスタレーションのまとめ。

## リリースされたアルバム
- LIFE IN PROGRESS（オペラのスケッチとなったアルバム）
- RAW LIFE OSAKA（大阪公演を収録）
- RAW LIFE TOKYO（東京公演を収録）
- AUDIO LIFE（大阪と東京公演のベストテイクを収録）

## 日程
- 1999年9月4日 - 9月5日：大阪城ホール
- 1999年9月9日 - 9月12日：日本武道館